# Lovebird
«Lovebird» —español: «Pájaro del amor»— es una canción grabada por la cantante inglesa Leona Lewis, lanzada en exclusiva como el tercer sencillo de su tercer álbum de estudio Glassheart (2012) para el continente europeo. Se encuentra escrita por Bonnie McKee, Joshua Coleman, Lukasz Gottwald y bajo la producción de Ammo.

## Antecedentes
Lewis comenzó a trabajar en su tercer álbum Glassheart a finales de 2010, poco después de terminar su primera gira, The Labyrinth. Glassheart iba a ser lanzado en noviembre de 2011 después del lanzamiento de su primer sencillo, «Collide» (con Avicii). Sin embargo, en septiembre de 2011, Lewis publicó un mensaje en su página de Facebook en dónde relataba que el álbum ya no saldría en 2011 como estaba previsto, y explicó que estaba "inspirada" para continuar haciendo música nueva, por lo que su publicación se vería postergada hasta 2012. En diciembre de 2011, Lewis lanzó Hurt: The EP, un EP que contiene tres canciones y que sirve como introducción para su próximo álbum. En enero de 2012, el álbum fue postergado de nuevo, esta vez hasta noviembre de 2012, tras los anuncios de que Lewis había trabajado en una pista con el DJ escocés Calvin Harris y el productor Fraser T. Smith.
El 1 de enero de 2012, un fragmento de baja calidad de «Lovebird» se filtró bajo el título de «Love Birds». Después de que la canción se filtró, Lewis expresó su frustración, diciendo: "Estoy triste de que una de mis canciones fuese filtrada. Como artista me hubiese gustado compartirlas con ustedes cuando hubiese estado completamente lista. Espero que cuando llegue el momento para ser que se lanze de manera oficial, ustedes todavía lo apoyen en el camino correcto. Gracias por todo el amor". Durante ese mismo mes, se anunció que se esperaba que el álbum se públicara el 26 de marzo de 2012. El ejecutivo de grabación Simon Cowell, entregó después su apoyo a Glassheart, diciendo a Lewis que, si bien había habido una larga espera de dos años para la nueva música, el álbum fue "sensacional", y que Lewis "nunca había sonado mejor".

## Grabación
«Lovebird» fue escrita por la famosa compositora Bonnie McKee (creadora del éxito «Hold It Against Me» (2011) de Britney Spears), Joshua Coleman y Lukasz Gottwald, más conocido como Dr. Luke. Producida por Josh Abrahams, Oligee y Coleman, bajo el seudónimo de Ammo. «Lovebird» fue mezclada por Phil Tan en el Ninja Beat Club de Atlanta, Georgia y masterizada por Colin Leonard en el SING Mastering usando la técnologia SING en Atlanta, Georgia. La canción fue grabada en Pulse Recording en Los Ángeles, California.

## Recepción de la crítica
Mike Wass, un escritor de Idolator, escribió que «Lovebird» fue una de las dos mejores canciones de Glassheart, junto con la canción «Glassheart». Él comentó, además, que la canción tuvo un fuerte potencial de radio, y que pudo haber sido un éxito si la canción hubiese sido lanzada en los Estados Unidos, ya que suena como un "clon" de «Bleeding Love». El crítico de Digital Spy, Lewis Corner, sentía que la canción era una reminiscencia de «Bleeding Love», así como «Better in Time». A pesar de que señaló que la interpretación vocal de Lewis en «Lovebird» es muy impresionante, al igual que todo su material, no estaba seguro de por qué se incluyó en el corte final del álbum, debido a que Glassheart contaba con canciones "más grandes" que esa, y que era probable que le hubiese ido mejor. Clemmie Moodie del diario británico The Mirror, pensó que aunque la grabación es una canción "pegajosa", no se puede comparar a «Bleeding Love», pero señaló que no contiene "joyas líricas".
Hermione Hoby, escritora en nombre de The Observer, escribió que Lewis parece estar siguiendo los pasos de la cantante y compositora Adele, debido a la inclusión de las "grandes baladas sinceras" como «Lovebird» y «Fireflies» en Glassheart. Para Hoby, la voz de Lewis es tan "técnicamente irreprochable", como la de Whitney Houston y Mariah Carey.

## Presentaciones en vivo
Lewis presentó por primera vez a «Lovebird» en el evento Christmas lights at Oxford Street en Londres el 5 de noviembre del 2012. Luego se presentó en UK breakfast show Daybreak el 23 de noviembre, Loose Women el 29 de noviembre, y en Metro Radio Live el 30 de noviembre del 2012. Ella también asistió a los premios the National Lottery Awards el 8 de diciembre del 2012. El 12 de diciembre de 2012, Lewis presentó «Lovebird» por primera vez en el continente europeo, a través del programa de televisión La Voz (versión española de The Voice).

## Video musical
El video musical para «Lovebird» fue filmado en noviembre de 2012. Su lanzamiento tuvo lugar en Muzu.TV el 4 de diciembre del 2012.

## Formatos
- Digitales

| Descarga digital |            |          |  |
| N.º              | Título     | Duración |  |
| 1.               | «Lovebird» | 3:30     |  |

- Materiales

| Sencillo en CD |                          |          |  |
| N.º            | Título                   | Duración |  |
| 1.             | «Lovebird»               | 3:30     |  |
| 2.             | «Lovebird» (Music Video) | 3:29     |  |

## Funcionamiento en las listas
Luego del lanzamiento de Glassheart, «Lovebird» había debutado en la lista South Korea International Singles Chart en el número sesenta y ocho con ventas digitales de 4,310 copias. Una semana después alcanzó el puesto veinte y dos.

## Ranking

### Semanales
| Asia          |            |    |
| Corea del Sur | Gaon Chart | 22 |

## Historial de lanzamientos
| País          | Fecha                   | Formato          | Sello discográfico       | Ref.   |
| ------------- | ----------------------- | ---------------- | ------------------------ | ------ |
| Noruega       | 16 de noviembre de 2012 | Descarga digital | Sony Music Entertainment | [ 19 ] |
| Francia       | 19 de noviembre de 2012 | Descarga digital | Sony Music Entertainment | [ 20 ] |
| Italia        | 19 de noviembre de 2012 | Descarga digital | Sony Music Entertainment | [ 21 ] |
| España        | 19 de noviembre de 2012 | Descarga digital | Sony Music Entertainment | [ 22 ] |
| Bélgica       | 23 de noviembre de 2012 | Descarga digital | Sony Music Entertainment | [ 23 ] |
| Países Bajos  | 23 de noviembre de 2012 | Descarga digital | Sony Music Entertainment | [ 24 ] |
| Portugal      | 26 de noviembre de 2012 | Descarga digital | Sony Music Entertainment | [ 25 ] |
| Nueva Zelanda | 26 de noviembre de 2012 | Descarga digital | Sony Music Entertainment | [ 26 ] |
| Reino Unido   | 9 de diciembre de 2012  | Descarga digital | Syco Music               | [ 27 ] |